# 五臺片
五臺片是晋语的八个片之一。主要分布在山西省北部雁门关以南，以及陕西省北部的部分地区。五臺片的共同特征是只有一个入声声调，阴平与上声调值相同。太原市下辖的阳曲县一般也划为五臺片。

## 音韵特点
傳統上認爲五臺片單字不分陰平上，實際上是調查不嚴謹，今五臺片實際有一半的縣能區分陰平上，也有單字的確無法區分的存在。並且在連調中，能夠區分陰陽入，如 九式≠九十。